# Goniobranchus geometricus
Goniobranchus geometricus (Risbec, 1928) è un mollusco nudibranchio della famiglia Chromodorididae.

## Descrizione
Corpo colore rosso porpora o marrone, con piccole protuberanze bianco-grigio. Rinofori e branchie verde traslucido. Caratteristica la parte inferiore del capo, di colore viola. Fino a 2.5 centimetri.
Simile a Phyllidiella pustulosa, dal quale si distingue per via del colore dei rinofori.

## Biologia
Si nutre della spugna Aplysilla violacea (Darwinellidae).

## Distribuzione e habitat
Nuova Caledonia, Oceano Pacifico occidentale, in acque poco profonde.